# Списак епизода серије Краљице вриска

Краљице вриска (енгл. Scream Queens) је америчка сатирично-хумористичко-слешер телевизијска серија која се приказивала од 22. септембра 2015. до 20. децембра 2016. године на мрежи Fox.
Серија Краљице вриска броји 2 сезоне и 23 епизоде.

## Преглед серије
| Сезона | Сезона | Епизоде | Епизоде | Оригинално емитовање | Оригинално емитовање |
| Сезона | Сезона | Епизоде | Епизоде | Премијера            | Финале               |
| ------ | ------ | ------- | ------- | -------------------- | -------------------- |
|        | 1.     | 13      | 13      | 22. септембар 2015.  | 25. децембар 2015.   |
|        | 2.     | 10      | 10      | 20. септембар 2016.  | 20. децембар 2016.   |

## Епизоде

### 1. сезона (2015)
| Бр. еп. (укупно) | Бр. еп. (у сезони) | Наслов             | Редитељ       | Сценариста                              | Премијера           | Прод. код | Гледаност у US (милиони) |
| --- | ------------------ | ------------------ | ------------- | --------------------------------------- | ------------------- | --------- | ------------------------ |
| 1 | 1                  | Пилот епизода      | Рајан Мерфи   | Рајан Мерфи & Бред Фелчак & Ијан Бренан | 22. септембар 2015. | 1AYD01    | 4,04                     |
| Шанел Оберлин влада кућом Капа челичним стиском. Када декан Кети Манч прогласи да сестринство мора бити отворено за све, отворе се врата пакла, док убица маскиран у ђавола почиње да шири хаос по кампусу.            |                    |                    |               |                                         |                     |           |                          |
| 2 | 2                  | Паклена недеља     | Бред Фелчак   | Рајан Мерфи & Бред Фелчак & Ијан Бренан | 22. септембар 2015. | 1AYD02    | 4,04                     |
| И док Шанел смишља нова полагања заклетви, убиства се настављају. Ђиђи одлучује да унајми обезбеђење да заштити сестре. Грејс сазнаје мрачну тајну о Капама.                                                           |                    |                    |               |                                         |                     |           |                          |
| 3 | 3                  | Моторна тестера    | Ијан Бренан   | Ијан Бренан                             | 29. септембар 2015. | 1AYD03    | 3,46                     |
| Шанел се занима за Хестер, а Шанел број 3 одаје своју тајну. Грејс и Зејдеј откривају неочекивану везу међу двоје студената, а Чед и Ерл Греј воде братство у лов на вештице за Црвеног Ђавола.                        |                    |                    |               |                                         |                     |           |                          |
| 4 | 4                  | Уклета кућа        | Бредли Бјукер | Бред Фелчак                             | 6. октобар 2015.    | 1AYD04    | 2,97                     |
| Док се Ноћ вештица приближава, Шанел смишља подмукао план, након што Зејдеј објави шокантну вест. У међувремену, Грејс и Пит посећују тајанствену жену уплетену у прошлост Капа.                                       |                    |                    |               |                                         |                     |           |                          |
| 5 | 5                  | Поље бундева       | Бред Фелчак   | Бред Фелчак                             | 13. октобар 2015.   | 1AYD05    | 2,39                     |
| До Ноћи вештица остало је још само неколико дана. Декан Манч објављује вест која утиче на кампус и то нарочито на Шанелин план да организује забаву подршке за своју председничку кампању за Капе.                     |                    |                    |               |                                         |                     |           |                          |
| 6 | 6                  | Седам минута пакла | Мајкл Апендал | Рајан Мерфи                             | 20. октобар 2015.   | 1AYD06    | 2,59                     |
| У покушају да се заштити од убице, Шанел доноси неочекивану одлуку због које Зејдеј остаје на власти. Да би остале блиске, девојке Капа Капа Тау организују пиџама журку на којој долази до шокантних открића.         |                    |                    |               |                                         |                     |           |                          |
| 7 | 7                  | Чувај се девојака  | Барбара Браун | Рајан Мерфи                             | 3. новембар 2015.   | 1AYD07    | 2,44                     |
| Декан Манч је у очајној ситуацији кад шокатнтни догађаји доведу до суочавања са љубавницом њеног бившег мужа. |                    |                    |               |                                         |                     |           |                          |
| 8 | 8                  | Најдража мама      | Мајкл Апендал | Ијан Бренан                             | 10. новембар 2015.  | 1AYD08    | 2,51                     |
| Грејс очекује Шанелину помоћ да сазна више о прошлости Капа и схвата да се можда и не разликује толико од свог најљућег непријатеља.                                                                                   |                    |                    |               |                                         |                     |           |                          |
| 9 | 9                  | Приче о духовима   | Мајкл Апендал | Рајан Мерфи                             | 17. новембар 2015.  | 1AYD09    | 2,37                     |
| Дениз распирује страхове Капа својом застрашујућом причом о духовима. У међувремену, Хестерина шокантна вест одводи Шанел до ивице, а познато лице се враћа у кампус док Црвени Ђаво оставља за собом још једну жртву. |                    |                    |               |                                         |                     |           |                          |
| 10 | 10                 | Дан захвалности    | Мајкл Леман   | Бред Фелчак                             | 24. новембар 2015.  | 1AYD10    | 1,98                     |
| На Дан захвалности, Чед одводи Шанел у своју породичну кућу где она упознаје његову браћу, Бреда и Теда, као и његове родитеље. Ипак, незвани гост гура празничну прославу у хаос.                                     |                    |                    |               |                                         |                     |           |                          |
| 11 | 11                 | Црни петак         | Барбара Браун | Ијан Бренан                             | 1. децембар 2015.   | 1AYD11    | 2,40                     |
| Након застрашујућих догађаја за Дан захвалности, Шанел одлучује да прослави свој омиљени празник, Црни петак. Ипак, Црвени Ђаво има планове да спречи њен шопинг.                                                      |                    |                    |               |                                         |                     |           |                          |
| 12 | 12                 | Доркас             | Бредли Бјукер | Рајан Мерфи & Бред Фелчак & Ијан Бренан | 8. децембар 2015.   | 1AYD12    | 2,53                     |
| Шокантне исповести у тренутку кад пада маска Црвеног Ђавола и убица буде откривен. |                    |                    |               |                                         |                     |           |                          |
| 13 | 13                 | Последња девојка   | Бред Фелчак   | Рајан Мерфи & Бред Фелчак & Ијан Бренан | 8. децембар 2015.   | 1AYD13    | 2,53                     |
| Шокантне исповести у тренутку кад пада маска Црвеног Ђавола и убица буде откривен. |                    |                    |               |                                         |                     |           |                          |

### 2. сезона (2016)
| Бр. еп. (укупно) | Бр. еп. (у сезони) | Наслов               | Редитељ         | Сценариста                              | Премијера           | Прод. код | Гледаност у САД (милиони) |
| --- | ------------------ | -------------------- | --------------- | --------------------------------------- | ------------------- | --------- | ------------------------- |
| 14 | 1                  | Врисни поново        | Бред Фелчак     | Рајан Мерфи & Бред Фелчак & Ијан Бренан | 20. септембар 2016. | 2AYD01    | 2,17                      |
| Годинама након убистава у Капи, деканка Мунш купује напуштену болницу под изговором да жели да поправи здравствени систем. Након ангажовања др Холта и др Каскејд, те студента медицине Зејдеј Вилијамс, деканка шокира све ангажовањем Шанелица. |                    |                      |                 |                                         |                     |           |                           |
| 15 | 2                  | Брадавице и све то   | Бредли Бјукер   | Бред Фелчак                             | 27. септембар 2016. | 2AYD02    | 1,70                      |
| Нови пацијент са ужасном бољком долази у болници у нади да ће наћи лек, али уместо тога налази љубав. Чед се враћа да освоју Шанел и открива Брокову мрачну тајну. Након сусрета са убицом, Муншова тражи помоћ од агента Денис Хемпхил.          |                    |                      |                 |                                         |                     |           |                           |
| 16 | 3                  | Хандидати            | Барбара Браун   | Ијан Бренан                             | 11. октобар 2016.   | 2AYD03    | 1,59                      |
| Одлучне да нађе убицу, деканка Мунш, Денис и Шанелице испитују Хестер, као једину преживелу. Чед оптужује Брока да је убица и износи шокантан предлог Шанел.                                                                                      |                    |                      |                 |                                         |                     |           |                           |
| 17 | 4                  | Блуз за Ноћ вештица  | Лони Перистер   | Бред Фелчак                             | 18. октобар 2016.   | 2AYD04    | 1,43                      |
| Након што последњи напад Зеленог зла остави све у шоку, деканка Манш и Денис смишљају план како да ухвате убицу тако што ће организовати прославу Ноћи вештица у болници. Шанел покушава да успостави контакт са духом последње жртве.            |                    |                      |                 |                                         |                     |           |                           |
| 18 | 5                  | Убиство по Шанел     | Барбара Браун   | Ијан Бренан                             | 15. новембар 2016.  | 2AYD05    | 1,42                      |
| Након страшних догађаја за Дан вештица, деканка Манш је приморана да обавести надлежне о убиствима која се дешавају у болници, што изненађујуће доводи до повећања броја пацијената.                                                              |                    |                      |                 |                                         |                     |           |                           |
| 19 | 6                  | Потреба за крвљу     | Мери Вигмор     | Бред Фелчак                             | 22. новембар 2016.  | 2AYD06    | 1,15                      |
| Након повећања броја пацијената у болници, деканка Манш и Шанел организују давање крви како би решиле проблем несташице. Сестра Хофел организује освету, а Хестер налази начин да се придружи болничком особљу.                                   |                    |                      |                 |                                         |                     |           |                           |
| 20 | 7                  | Рука                 | Барбара Браун   | Ијан Бренан                             | 29. новембар 2016.  | 2AYD07    | 1,33                      |
| У покушају да обезбеди позитивне чланке о болници, деканка Манш учествује у ризичној операцији на руци др Холта која почиње да приказује свој дивљи и опасан карактер.                                                                            |                    |                      |                 |                                         |                     |           |                           |
| 21 | 8                  | Златокоса, Златокоса | Џејми Ли Кертис | Бред Фелчак                             | 6. децембар 2016.   | 2AYD08    | 1,18                      |
| Човек из прошлости Дине Манч пријави се у институт са намером да је поново освоји, па љубоморни Брок због тога преиспитује свој однос са Шанеловима.                                                                                              |                    |                      |                 |                                         |                     |           |                           |
| 22 | 9                  | Волим Ди             | Меги Кајли      | Ијан Бренан                             | 13. децембар 2016.  | 2AYD09    | 1,13                      |
| Шанелови су одушевљени када њихов телевизијски идол, др Скарлет Ловин, посети институт. У међувремену, Хестер сазове састанак док убице почињу да спроводе свој план.                                                                             |                    |                      |                 |                                         |                     |           |                           |
| 23 | 10                 | Исуши мочвару        | Ијан Бренан     | Бред Фелчак & Ијан Бренан               | 20. децембар 2016.  | 2AYD10    | 1,37                      |
| Грин Мини спроводи свој последњи план освете, док Хестер предузима храбре кораке да обезбеди своју будућност, а Брок изводи опасну операцију да би спасао живот Дин Манч.                                                                         |                    |                      |                 |                                         |                     |           |                           |